# 阿拉库尔
阿拉库尔（法語：Arracourt，法語發音：[aʁakuʁ]）是法国默尔特-摩泽尔省的一个市镇，位于该省南部，属于吕内维尔区。

## 地理
阿拉库尔（48°43'25"N, 6°31'59"E）面积17.41 平方千米，位于法国大東部大區默尔特-摩泽尔省，该省份为法国东北部内陆省份，是洛林的一部分，北邻比利时、卢森堡，北起顺时针与摩泽尔省、下莱茵省、孚日省和默兹省接壤。
与阿拉库尔接壤的市镇（或旧市镇、城区）包括：阿蒂安维尔、巴泰莱蒙莱博泽蒙、大伯藏日、比尔、瑞夫勒库尔、塞耶河畔维克、小雷希库尔。

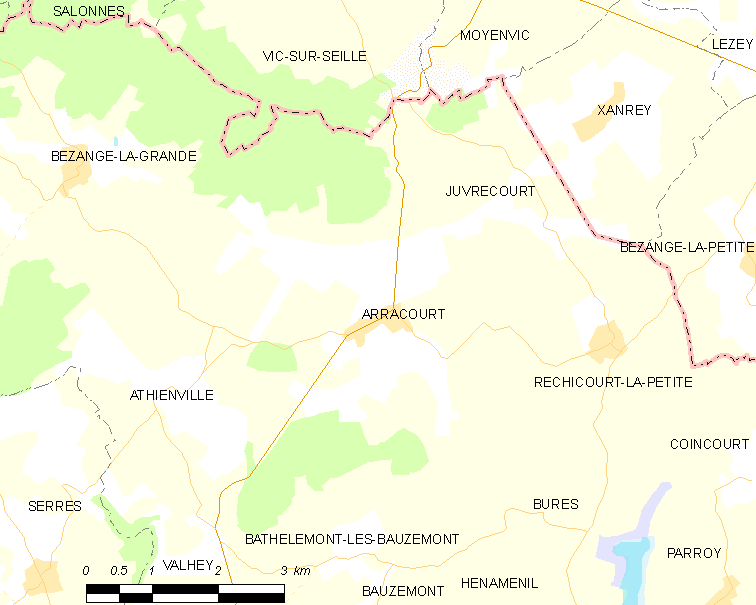
阿拉库尔的OSM定位图

阿拉库尔的时区为UTC+01:00、UTC+02:00（夏令时）。

## 行政
阿拉库尔的邮政编码为54370，INSEE市镇编码为54023。

## 政治
阿拉库尔所属的省级选区为巴卡拉县。

## 人口

1962-2008年间阿拉库尔人口变化图示

阿拉库尔于2022年1月1日时的人口数量为252人。